# Un crimen argentino
Un crimen argentino és una pel·lícula de thriller policial argentina de 2022 dirigida per Lucas Combina que està basada en la novel·la homònima de Reynaldo Sietecase. Narra la història de dos investigadors que són assignats per a resoldre el cas d'una misteriosa desaparició d'un home en plena dictadura militar. És protagonitzada per Nicolás Francella i Matías Mayer; acompanyats per un repartiment coral integrat per Malena Sánchez, Luis Luque, Alberto Ajaka, Rita Cortese, César Bordón i Darío Grandinetti. La pel·lícula es va estrenar el 25 d'agost de 2022 a les sales de cinemes de l'Argentina sota la distribució de Warner Bros. Pictures.
La pel·lícula relata els fets reals sobre la desaparició de l'empresari rosarino Jorge Salomón Sauan, que va tenir lloc el 16 de desembre de 1980 en el Club Social Sirià Argentí, on va anar a prendre copes amb l'advocat Juan Carlos Masciaro, responsable de la seva desaparició i va exigir a la família de la víctima la suma d'un milió de dòlars com a pagament del rescat.

## Argument
La trama està ambientada en la dècada del vuitanta a la ciutat de Rosario i segueix la història sobre la desaparició d'un home durant la dictadura militar argentina. El cas és assignat a dos joves secretaris d'un jutjat de la ciutat, qui en un molt poc temps hauran de fer el possible per resoldre la causa, la qual en el seu camí es trobaran amb la corrupció policial i diversos perills que posen en risc la seva vida.

## Repartiment
- Nicolás Francella com Antonio González Rivas
- Matías Mayer com Carlos Torres
- Malena Sánchez com María Bussato
- Luis Luque com Jorge Eldo Suárez
- Alberto Ajaka com Oficial Serbera
- Rita Cortese com Adelma Gobbi
- César Bordón com Rodolfo Ríos
- Darío Grandinetti com Mariano Márquez
- Pablo Tolosa com Gabriel «Turco» Samid
- Luis Rubio com Abogado
- Juan Nemirovsky com Luciano Benazar
- Raúl Santángelo com Alberto Banegas
- Ariel Gauna com Comisario Bonino
- Roberto Moyano com Bataca Ferreyra
- Gustavo Alemandi com Nelson «Chinche» Arriaga
- Lala Brillos com Susana Arriaga
- María Mónica González com Teresa Tomasso
- Vanesa Spera com Marta
- Miguel Bosco com Alejandro Samid
- Emma Rivera com Nora Samid
- Antonio Bax com Salvador Samid
- Pablo Carnicelli com Ernesto Samid
- José Luis Jaimes com Profesor Alarcón
- Silvina Santandrea com Miriam

## Producció
Al gener del 2022, es va anunciar l'inici de la producció de la pel·lícula, que estaria basada en la novel·la policial Un crimen argentino del periodista Reynaldo Sietecase, anunciant-se Lucas Combina com a director, després d'haver estat fitxat pel seu treball a la sèrie La chica que limpia (2018), mentre que es va donar a conèixer que Juan Pablo Buscarini seria el responsable de la producció, i també va ser qui va convocar a Combina per dirigir el projecte.
En relació amb el càsting, aquest mateix mes, es va anunciar que els protagonistes serien Nicolás Francella i Matías Mayer; i al seu torn es va informar que Malena Sánchez, Darío Grandinetti, Luis Luque, Rita Cortese i Alberto Ajaka estarien en els papers de repartiment. L'adaptació del guió va estar a càrrec de Sebastián Pivotto, Jorge Bechara i Matías Bertilotti, el qual contaria una història basada en fets reals sobre la desaparició d'un important empresari rosarino durant la dictadura militar de 1976.
El rodatge de la pel·lícula va tenir lloc a la ciutat de Rosario, Santa Fe a la fi de gener del 2022, estenent-se per sis setmanes i va finalitzar les seves filmacions el 4 de març d'aquest any. El primer tràiler de la pel·lícula va ser publicat al juliol del 2022, on es va anunciar que seria estrenada el 25 d'agost a les sales de cinemes de l'Argentina i que temps després desembarcaria en el catàleg de HBO Max, llançada el 14 d'octubre del mateix any.

## Recepció

### Comentaris de la crítica
La pel·lícula va collir crítiques positives per part dels experts. Horaci Bernades del diari Página/12 va qualificar a la pel·lícula amb un 5, descrivint-la com a «feble», ja que «no hi ha girs ni sorpreses» i «la resolució decep les expectatives generades», encara que va destacar l'actuació de Mayer com «el millor de la pel·lícula» i va al·legar que Francella es manté «correcte». Per part seva, Ezequiel Boetti del lloc web Otros cines va expressar, en referència al context històric del film, que «Lucas Combina aconsegueix descriure la sensació d'opressió, de por omnipresent, que permeaba a la societat d'aquests anys», com així també va elogiar el guió, dient que presenta «un relat ben construït», que té com a resultat «un exponent del gènere». Liliana Vera Ibáñez del diari La Izquierda va ressaltar que la cinta posseeix «un fil de relat arquitectònic, exacte i precís» i que «el film crea una intriga particular perquè no es resol el delicte fins als últims minuts».
En una ressenya al periòdic Clarín, Pablo O. Scholz va escriure que «Un crimen argentino és un nou exemple de bona realització» i va elogiar la interpretació de Mayer, considerant-la com una «troballa» en tant «sap replicar, canviar de tons, posar el cos quan l'escena el requereix». Per la seva banda, Paula Vázquez Prieto del diari La Nación va ressaltar que «Lucas Combina maneja amb solvència i professionalisme els recursos del gènere en una òpera preval que aconsegueix un retrat oliat i efectiu d'un dels moments més negres de la història argentina»; i al seu torn va ressaltar l'actuació de Grandinetti com a «impecable».

### Taquilla
Un crimen argentino, en el seu primers quatre dies de projecció en 185 sales de cinemes, va ser vista per més de 23.000 espectadors aproximadament, la qual cosa la va col·locar en el lloc número 5 de les pel·lícules més vistes durant el cap de setmana a l'Argentina. En la seva segona setmana d'estrena, es va posicionar com la setena pel·lícula més vista, acumulant un total de 44.000 espectadors i en la seva tercera setmana el número va incrementar a més de 54.000 persones.

### remis i nominacions
| Llista de premis i nominacions | Llista de premis i nominacions | Llista de premis i nominacions       | Llista de premis i nominacions                       | Llista de premis i nominacions | Llista de premis i nominacions |
| Any                            | Organització                   | Categoria                            | Nominat/a(s)                                         | Resultat                       | Ref(s)                         |
| ------------------------------ | ------------------------------ | ------------------------------------ | ---------------------------------------------------- | ------------------------------ | ------------------------------ |
| 2023                           | Premis Cóndor de Plata         | Millor opera prima                   | Un crimen argentino                                  | Guanyador                      | [ 22 ] [ 23 ]                  |
| 2023                           | Premis Cóndor de Plata         | Premi del públic BA audiovisual      | Un crimen argentino                                  | Nominat                        | [ 22 ] [ 23 ]                  |
| 2023                           | Premis Cóndor de Plata         | Millor actriu de repartiment         | Rita Cortese                                         | Nominat                        | [ 22 ] [ 23 ]                  |
| 2023                           | Premis Cóndor de Plata         | Millor actor de repartiment          | Darío Grandinetti                                    | Nominat                        | [ 22 ] [ 23 ]                  |
| 2023                           | Premis Cóndor de Plata         | Millor guió adaptat                  | Jorge Bechara, Matías Bertilotti i Sebastián Pivotto | Guanyador                      | [ 22 ] [ 23 ]                  |
| 2023                           | Premis Cóndor de Plata         | Millor fotografia                    | Víctor González                                      | Nominat                        | [ 22 ] [ 23 ]                  |
| 2023                           | Premis Cóndor de Plata         | Millor direcció d’art                | Catalina Oliva                                       | Nominat                        | [ 22 ] [ 23 ]                  |
| 2023                           | Premis Cóndor de Plata         | Millor disseny de vestuari           | Connie Balduzzi y Laura Perales                      | Nominat                        | [ 22 ] [ 23 ]                  |
| 2023                           | Premis Cóndor de Plata         | Millor maquillatge i perruqueria     | Magdalena Puibusqué                                  | Nominat                        | [ 22 ] [ 23 ]                  |
| 2023                           | Premis Cóndor de Plata         | Millor so                            | Javier Stavropulos                                   | Nominat                        | [ 22 ] [ 23 ]                  |
| 2023                           | Premis Sur                     | Millor pel·lícula                    | Un crimen argentino                                  | Nominat                        | [ 24 ] [ 25 ]                  |
| 2023                           | Premis Sur                     | Millor opera prima                   | Un crimen argentino                                  | Nominat                        | [ 24 ] [ 25 ]                  |
| 2023                           | Premis Sur                     | Millor director                      | Lucas Combina                                        | Nominat                        | [ 24 ] [ 25 ]                  |
| 2023                           | Premis Sur                     | Millor guió adaptat                  | Jorge Bechara, Matías Bertilotti i Sebastián Pivotto | Guanyador                      | [ 24 ] [ 25 ]                  |
| 2023                           | Premis Sur                     | Millor muntatgee                     | Pablo Mari                                           | Nominat                        | [ 24 ] [ 25 ]                  |
| 2023                           | Premis Sur                     | Mejor dirección de arte              | Catalina Oliva                                       | Nominat                        | [ 24 ] [ 25 ]                  |
| 2023                           | Premis Sur                     | Millor disseny de vestuari           | Connie Balduzzi                                      | Nominat                        | [ 24 ] [ 25 ]                  |
| 2023                           | Premis Sur                     | Millor so                            | Javier Stavrópoulos                                  | Nominat                        | [ 24 ] [ 25 ]                  |
| 2023                           | Premis Sur                     | Millor maquillatge i caracterització | Magdalena Puibusqué                                  | Nominat                        | [ 24 ] [ 25 ]                  |
| 2023                           | Premis Sur                     | Millor música original               | Martín Bianchedi                                     | Nominat                        | [ 24 ] [ 25 ]                  |